# 央-登打士廣場

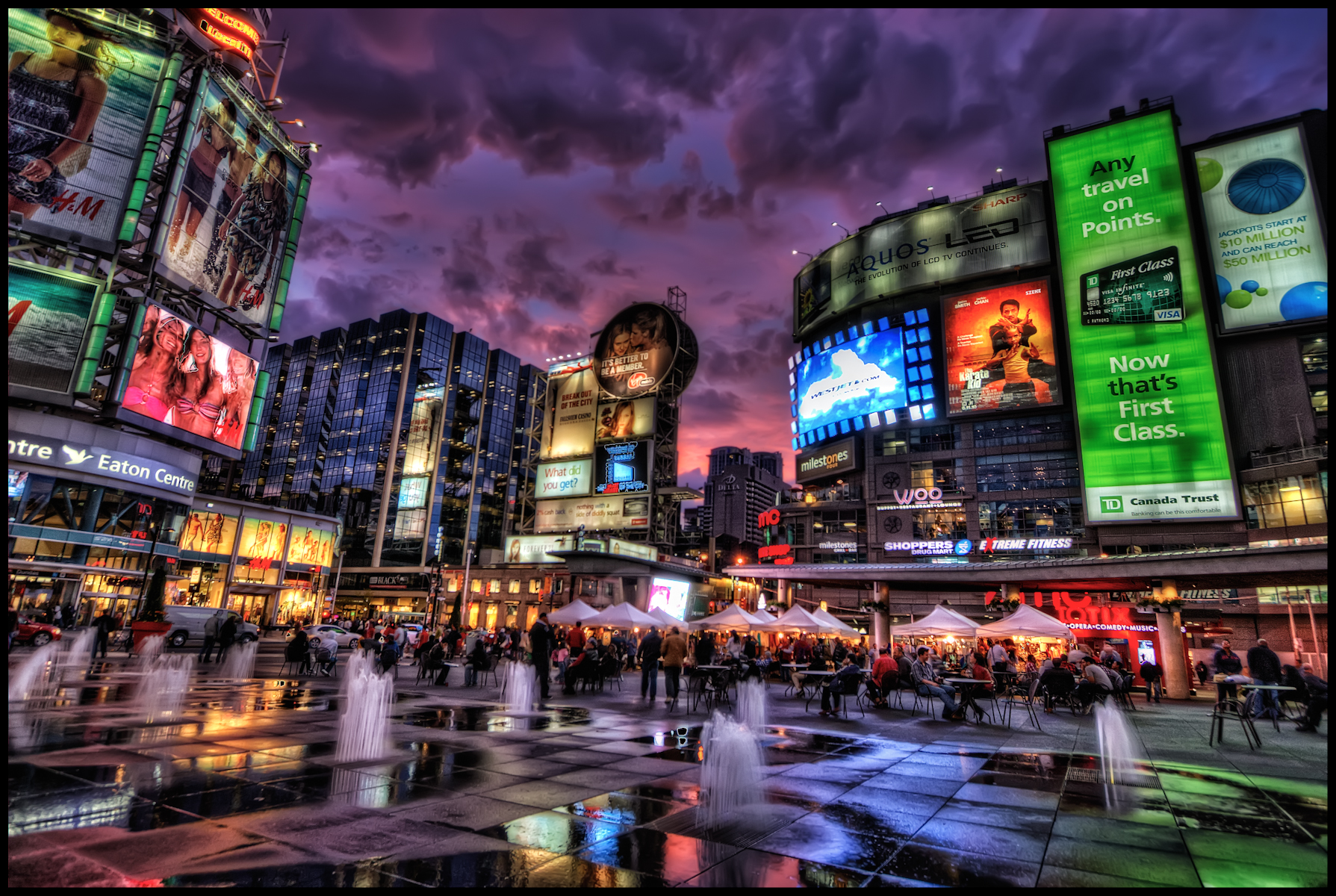
央-登打士廣場夜間一景（西望向多倫多伊頓中心）

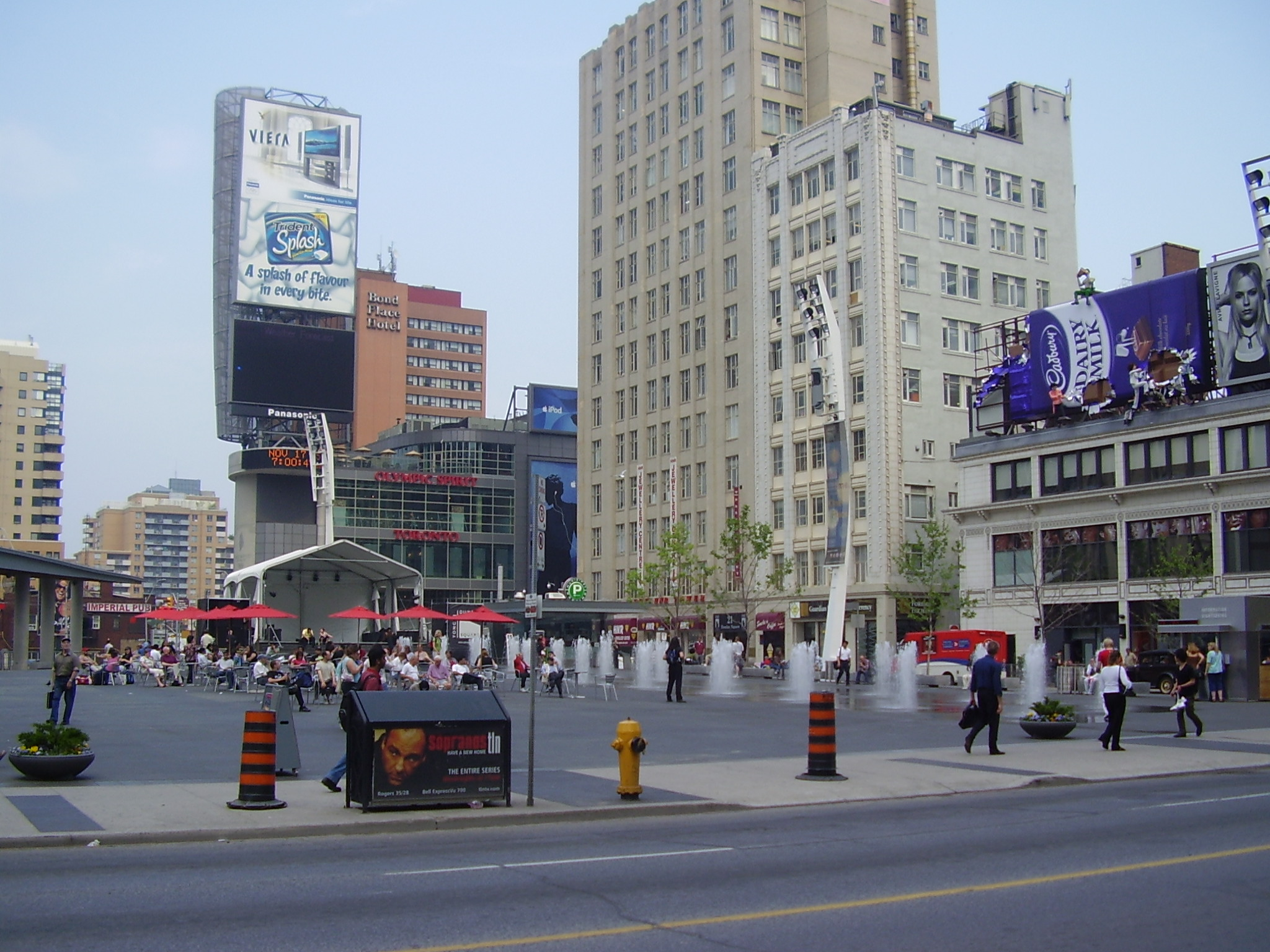
央-登打士廣場日間一景（東望）

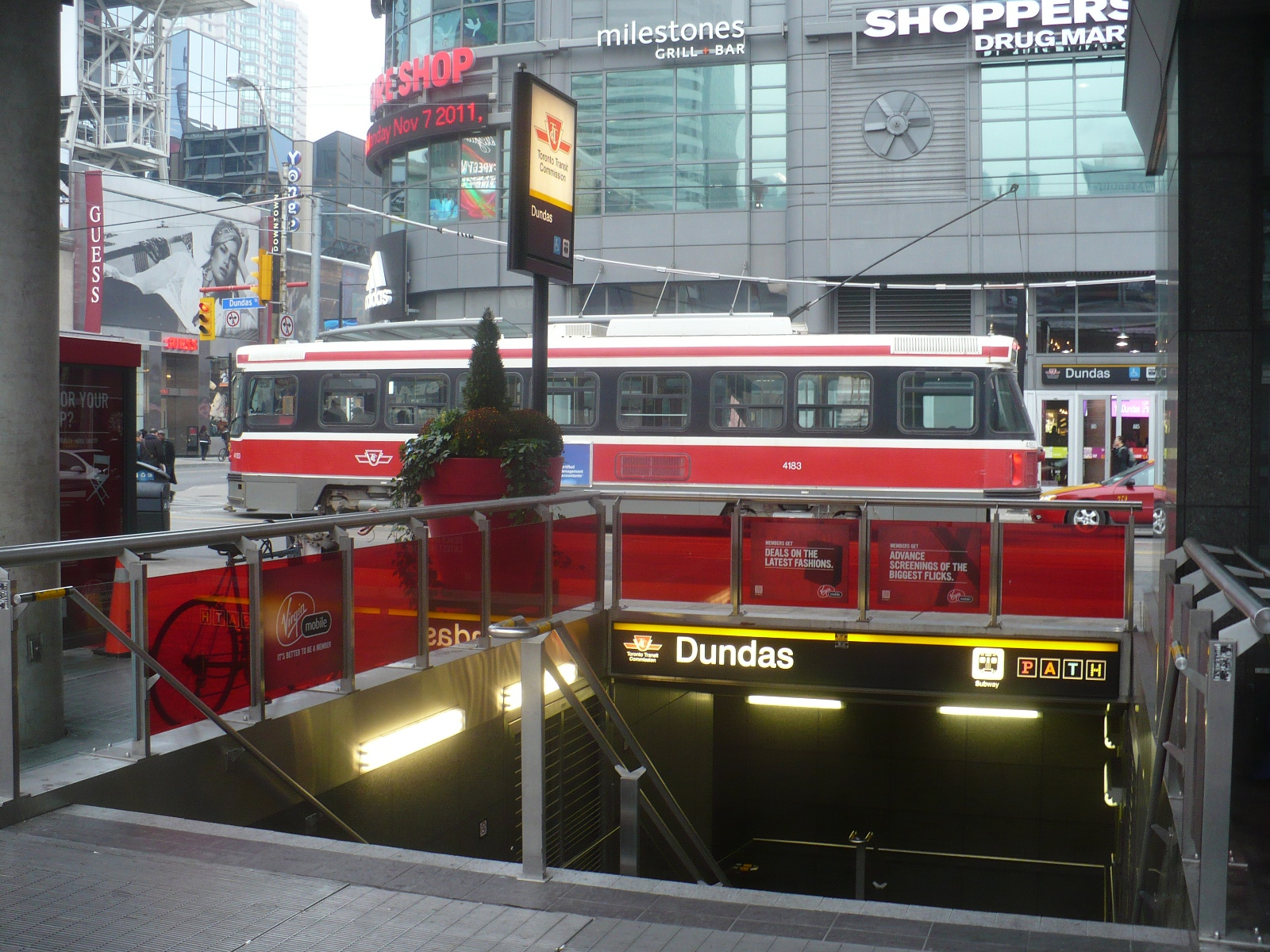
央-登打士廣場的登打士街地鐵站出口

森扣法广场（英語：Sankofa Square），原称央-登打士廣場（英語：Yonge-Dundas Square），簡稱登打士廣場，是一個位於加拿大多倫多市中心的公用廣場。其位置是央街（Yonge Street）夾登打士街（Dundas Street）的東南角；由於登打士街於廣場的北面折彎，廣場的東北角因而被削去，令其變成一個五邊形而非正方形。
廣場由設計，於2002年11月建成並開放予公眾使用，及後於2003年5月30日舉行開幕音樂會。廣場的原意是與多倫多市政廳對出的彌敦菲臘廣場般，為公眾提供休憩用地。與彌敦菲臘廣場不同的是，央-登打士廣場是以商業形式運作，並由一個獨立於市政府的董事局管理。
廣場動工前，該地段是由一列零售商舖佔據。該一帶的環境在數十年之間變得雜亂無章，而市民對該處的治安亦有所質疑。有見及此，多倫多市政府於1998年就改善央街一帶市容的計劃，批准在該地段收樓並進行清拆以興建公衆廣場。
廣場鄰近多倫多伊頓中心和多倫多都會大學（前稱懷雅遜大學），而多倫多地鐵央街－大學線的登打士街站亦於廣場的西北角設有一個出口。廣場四周的建築物外牆皆設置了大型發光二極管屏幕，而央街和登打士街的交界亦於2008年8月設置行人保護時相系統，締造了與紐約市時報廣場、倫敦皮卡迪利圓環和東京澀谷路口相若的繁忙氣氛。

## 名稱
2020年，世界各地因為佐治弗萊案而爆發黑人維權運動；因為亨利登打士與推遲廢除奴隸制度有關，多倫多有社運人士發起請願登打士街改名，結果市議公佈說在2021年透過所有紀念登打士的市府設施都全部改名。
此廣場的新名於2023年12月14日公佈，新名「森扣法广场」是加納文化裡的一個概念，從特威語直譯過來成「回去拿回來」，寓意「回憶過往的教導，重新化為己用，讓大家一起向前」、「在過去找樣好東西」 「認識過去、活現現在、展望將來」。

## 設計特色
登打士廣場是稍微傾斜，這是設計師Brown and Storey 故意創造的效果，以引起位於廣場一端的劇場的舞台。廣場地面由35.125吋乘35.125吋（892毫米乘892毫米）的花崗岩石板平鋪而成，每塊石板價值大約1500加元。沿著廣場北面的一邊（直角三角形的斜邊）建有鋅製的天篷。而廣場的東南方建有一個舞台，用作音樂會或其他場合的表演台，舞台上設有可申縮收放的篷，舞台的下方正是地庫停車場的入口。一排設有照明燈的噴水裝置，由舞台一直申廷至央街的人行道。廣場的西北角有登打士地鐵站入口、一個大型電子廣告顯示屏及多倫多文娛活動售票處。

## 周圍建築物
- 多倫多伊頓中心（Toronto Eaton Centre）：配合央-登打士廣場的翻新工程於2004年完成。
- 登打士東街10號（The Tenor）：1999年動工，2007年起分階段開幕，當時稱為多倫多生活廣場（Toronto Life Square），命名自贊助商《多倫多生活》雜誌。雜誌於2009年取消贊助，大樓改為現稱。
- 登打士東街33號（33 Dundas Street East）：2004年完工，當時為奧運火炬大樓（英语：Olympic Spirit Toronto）。羅渣士傳媒於2007年購入該大樓，而旗下的Citytv多倫多分台（英语：CITY-DT）和多元文化電視台多倫多分台則於2009年末遷入。

## 地庫
央-登打士廣場的地面不是完全水平的，這是因為地面是由央街向西面微微升起的。這配合廣場西邊的舞台，令舞台下方有足夠高度讓一般房車，以至多用途七人房車，進入由多倫多停車場管理局營運的地庫停車場。與此同時，地庫P1層設有洗手間，更衣室，供表演者使用的準備室，其他設備房間，保管及補給品櫃，與及噴水裝置的過濾系統及泵房。

## 獎項
- 1999年 - 《加拿大建築師雜誌》（Canadian Architect），傑出重要建築物設計大獎。
- 2000年 - 《建築雜誌》（Architecture），革新建築列舉。

## 外部連結
- 央-登打士廣場官方網站（页面存档备份，存于） （英文）